# Edgar Tovar
Gabriel Ángel Lozada, también conocido por los alias de "Gentil Gómez Marín" o "Edgar Tovar",() fue un guerrillero colombiano, miembro de las Fuerzas Armadas Revolucionarias de Colombia - Ejército del Pueblo (FARC-EP).

## Biografía
Tovar era considerado por las autoridades colombianas como el "hombre clave" de las FARC-EP en la frontera entre Colombia y Ecuador. Durante la zona de distensión hizo parte del "curso de comandantes dirigido por "Manuel Marulanda. Según desertores de las FARC-EP, alias "Edgar Tovar" fue designado para ese frente por alias "Raúl Reyes", entonces segundo al mando de las FARC-EP. Manejaba la seguridad de 'Reyes', así como la logística para sus desplazamientos y la seguridad de la gente que lo iba a visitar a al campamento en Ecuador. Fue hombre de confianza de Raúl Reyes. Según información encontrada en los Computadores de Raúl Reyes, Tovar fue el enlace de los hermanos Ostaiza, capos de la mafia en Ecuador para el negocio del narcotráfico. También fue encontrada información en la que Tovar invirtió $15 mil dólares en D.M.G., un esquema de pirámide financiero organizado por David Murcia Guzmán, a quien luego de ser arrestado Tovar le escribió una carta de "solidaridad". El Secretariado de las FARC-EP al parecer reprendió a Tovar por estos negocios y por numerosos actos sexuales con guerrilleras subordinadas.

## Muerte
Tovar murió en la Operación Fortaleza, llevada a cabo en operación conjunta por la Policía Nacional y el Ejército Nacional de Colombia.